# CNN Brasil
CNN Brasil é um canal de televisão comercial aberto brasileiro, com programação inteiramente voltada ao jornalismo. Inaugurado em 15 de março de 2020, pertence à Novus Mídia, empresa fundada pelo co-fundador da MRV Engenharia Rubens Menin e pelo ex-diretor de jornalismo da Record Douglas Tavolaro, e opera através de licenciamento de marca com o canal estadunidense CNN.
Sua sede principal localiza-se na cidade de São Paulo, além de ter sucursal em Brasília e filiais internacionais. A emissora também possuía uma sucursal no Rio de Janeiro, mas por problemas econômicos as operações no local foram desativadas no início de dezembro de 2022.
Entre junho e julho de 2020, chegou a ocupar a vice-liderança na audiência entre canais jornalísticos (atrás da GloboNews e à frente da BandNews TV e da Record News) e o Top 20 no Painel Nacional de Televisão.

## História

### Antecedentes
A CNN buscava ingressar no mercado de língua portuguesa, principalmente no Brasil, um dos únicos ainda não cobertos pelas diversas afiliadas da marca ao redor do mundo. Várias tentativas ocorreram desde a década de 1990, mas problemas devido as regras da legislação e desistências de possíveis parceiros retardaram sua chegada no país. A última tentativa para a implantação do canal havia sido em 2017, com a parceria do canal americano com a RedeTV!, que faria parte do catálogo da Simba Content, programadora formada também por Record e SBT, mas acabou fracassando devido à baixa receita do canal paulista.

### Anúncio e primeiras contratações
Em 14 de janeiro de 2019, foi anunciado que a emissora passaria a atuar no Brasil, com parceiros estratégicos locais através de um licenciamento de marca, após negociações iniciadas em 2018 com a WarnerMedia. A montagem do negócio no Brasil ficou a cargo do empresário Rubens Menin, com vasta e conhecida atuação nos mercados financeiro e de construção civil, e do jornalista Douglas Tavolaro, cofundador e CEO do novo canal. Um dos principais nomes contratados antes mesmo da estreia foi o da jornalista Monalisa Perrone. A profissional pediu demissão da TV Globo, onde esteve por 20 anos, por conta de uma "proposta irrecusável" realizada pela CNN Brasil.
Em maio, a emissora começou a operar em uma sede provisória localizada na Alameda Santos, nos Jardins em São Paulo, onde fica a sede do Banco Inter, também de propriedade de Menin. Em 2 de junho, foram colocadas no ar as contas oficiais da emissora no Facebook, Twitter, Instagram e LinkedIn. A promessa é de que a CNN Brasil também terá forte atuação digital, cobrindo todas as redes sociais e inovando na distribuição de conteúdo jornalístico por meio dessas plataformas. Em 2 de março, a CNN revela sua data de estreia, marcada no dia 15 de março de 2020.

### Inauguração
A emissora foi inaugurada às 20h do dia 15 de março de 2020, com um especial preparado por Monalisa Perrone e Evaristo Costa, que havia começado com um especial revisando os quase 40 anos do canal matriz e a expectativa dos apresentadores, seguida de uma saudação do apresentador da CNN em Washington Wolf Blitzer. Ao finalizar sua saudação com palavras em português, um microfone do canal brasileiro foi enviado em uma caixa dos EUA para a sede em São Paulo. A principio exibiria entrevistas com os presidentes dos poderes executivo, legislativo e judiciário, mas a entrevista com o chefe do poder executivo, Jair Bolsonaro, foi cancelada a seu pedido dias antes, as demais foram mantidas. A emissora entrou no ar com o programa especial de estreia CNN No Ar, que reuniu todos os principais âncoras da emissora e focou na cobertura da Pandemia de COVID-19 e na crise política entre os três poderes da república. Logo após o canal transmitiu o debate do Partido Democrata entre Joe Biden e Bernie Sanders direto de Washington, D.C., nos Estados Unidos.

### Presidência de Douglas Tavolaro (2020-2021)
Nos primeiros meses, a emissora teve vários momentos de briga pela audiência com a GloboNews, mas no geral, a emissora fechou atrás da concorrente, apesar de alguns momentos na liderança. Devido à pandemia de COVID-19, a emissora chegou a adiar a estreia de programas como o CNN Séries Originais com Evaristo Costa, que estreou apenas em junho de 2020. O Mundo Pós-Pandemia, programa de análise sobre o futuro da sociedade após o fim da crise do COVID-19, foi lançado sob o comando de Daniela Lima, ao lado de Mari Palma, Gabriela Prioli e Thaís Heredia, trazendo entrevistados como o historiador Leandro Karnal e o biólogo Atila Iamarino. Ainda devido à pandemia, o jornalista William Waack deixou de apresentar o Jornal da CNN no estúdio e passou a comentar as notícias de casa, com Daniel Adjuto apresentando o telejornal de forma presencial até voltar para Brasília por motivos pessoais. Foi substituído por Carol Nogueira, que deixou o Expresso CNN, sendo substituída por Caio Junqueira.
Em 6 de junho 2020, a CNN estreou o programa de entrevistas O Ponto, apresentado por Renata Agostini e Caio Junqueira, um programa essencialmente de debates, trazendo dois entrevistados ouvidos separadamente com diferentes pontos de vista. No programa de estreia, os entrevistados foram os ex-presidentes Fernando Henrique Cardoso e Michel Temer. Em 2 de julho de 2020, a emissora comemorou cem dias no ar e estreou um novo slogan: Inconfundível. Em agosto, foi anunciada uma parceria com a Rede Transamérica para a produção de conteúdo jornalístico em horários pela manhã e pela noite, além dos boletins Breaking News. O projeto estreou em 13 de outubro.
Em 8 de janeiro de 2021, durante a indefinição sobre a aquisição de vacinas pelo Governo Federal, a CNN lançou uma campanha pelo início da vacinação no Brasil, nomeada de #CNNpelaVacina, visto que muitos países, em torno de 50, já haviam iniciado o processo de imunização, enquanto ainda não havia previsão de início no Brasil. Em 9 de fevereiro, a CNN anunciou a preparação de um novo programa voltado à viagem e à gastronomia, o CNN Viagem & Gastronomia, e para sua apresentação foi chamada Daniela Filomeno, contratada justamente para apresentar o programa. Além disso, o portal da CNN estreou um site relacionado ao tema.
Às 20h de 15 de março, a CNN Brasil completou um ano desde a sua transmissão inicial com Evaristo Costa, Monalisa Perrone e Reinaldo Gottino mas, ao invés de fazer uma grande celebração, o canal publicou um manifesto em que dizia que respeitava a dor das famílias que perderam um ente querido desde o início da pandemia. Em 25 de março, o empresário Douglas Tavolaro deixa a presidência do canal, e vende a sua participação para a família Menin.

### Presidência de Renata Afonso (2021-2022)
Em 13 de abril, Renata Afonso, que trabalhou na Band e HBO Brasil e foi diretora da TV TEM por quatorze anos, assumiu o cargo de CEO da CNN Brasil, tendo como meta a redução de gastos e maior viabilidade lucrativa. Ao assumir, Renata disse, porém, que "cortar custos não está no radar", mas sim "otimizá-los".
Em setembro de 2021, a CNN Brasil lançou a marca CNN Soft, com o objetivo de agregar toda a produção de conteúdo de entretenimento e soft news do canal e atrair mais anunciantes. Esse foi um dos principais projetos da CEO à frente do cargo. Entretanto, um ano depois, o projeto não teria rendido audiência ou maior faturamento para a emissora.
Em 25 de outubro de 2022, a emissora fechou um acordo com a Amazon para que a programação do canal de notícias passasse a ser transmitida no Prime Video, sem custo adicional para os assinantes do serviço.
Em 28 de outubro de 2022, o empresário João Camargo, presidente do Grupo Esfera, foi contratado por Rubens Menin para a presidência do conselho executivo da CNN Brasil. A mudança teve como objetivo focar no noticiário factual da emissora, assim como reduzir custos e aumentar a audiência. A mudança na presidência do conselho executivo limitou as ações da CEO.
Renata Afonso deixou a presidência da empresa em 21 de novembro daquele ano, agradecendo a Rubens Menin e desejando sucesso a João Camargo.

### Presidência de João Camargo (2022-presente)
Após a saída de Renata Afonso, João Camargo promoveu uma série de demissões no canal, entre apresentadores, repórteres e redatores. Entre as demissões estão alguns nomes importantes do canal como Marcela Rahal, Monalisa Perrone, Sidney Rezende e Boris Casoy. Ao mesmo tempo, a emissora reformulou a grade de programação do horário nobre e o quadro de âncoras dos programas, extinguindo o Expresso CNN e o Jornal da CNN e ampliando a oferta de programas de opinião.
A CNN Brasil, anunciou que o canal de notícias entraria para a programação da TV aberta ainda no primeiro semestre de 2023, sem fazer alardes, ele e sua equipe puseram o sinal disponível para mais de 50 milhões de pessoas que não usufruem de assinatura de TV a cabo na madrugada de 24 de fevereiro de 2023. O sinal da CNN Brasil está aberto para todo o Brasil, de forma gratuita, por meio da Banda Ku.
No segundo semestre de 2023, a emissora teria tentado trocar de nome como forma de enxugar gastos, além de mudar a sede na Avenida Paulista. Um dos motivos seria o desejo da alta cúpula em reduzir o valor pelo uso do nome CNN à Warner Bros. Discovery, estimados em 12 milhões de dólares (59,5 milhões de reais no câmbio da época). Pelo contrato firmado em 2019, garantindo o uso da marca CNN por quinze anos, a Novus Mídia, representante da Itasat, é obrigada a depositar esse valor a cada três anos contados a partir da inauguração da emissora. Porém, em 7 de setembro, a emissora conseguiu fechar um novo acordo com a WBD, reduzindo o valor para 6 milhões de dólares (29,8 milhões de reais) e mantendo o uso do nome CNN.

## Instalações

### Sedes e estúdios

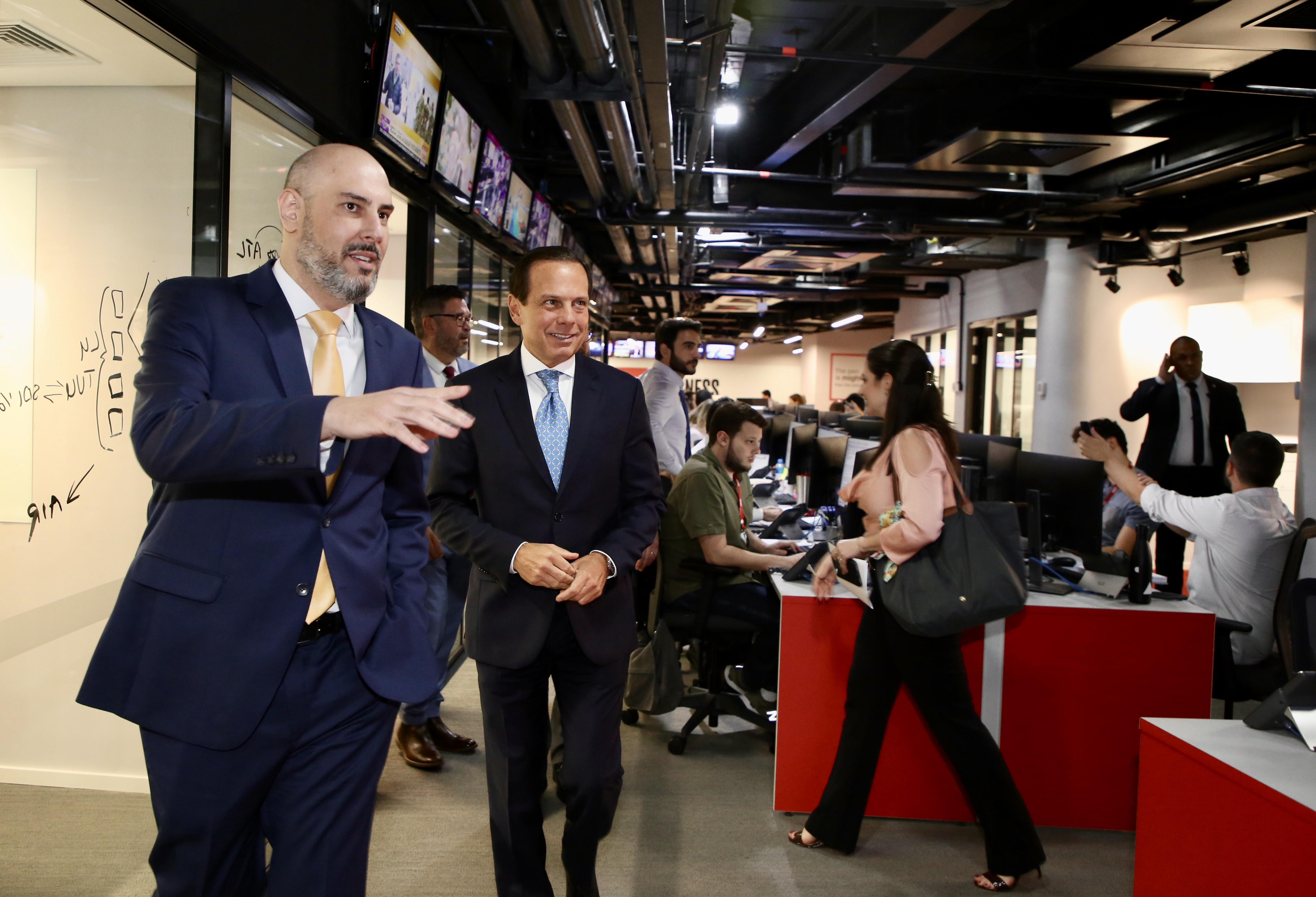
João Doria nos estúdios da CNN Brasil em São Paulo.

Em 18 de junho de 2019, foram divulgadas no perfil oficial da emissora, as imagens do prédio sede da CNN Brasil na Avenida Paulista no bairro paulistano da Bela Vista, em frente à Estação Trianon-Masp do metrô. O prédio, com mais de 4000m² localizado no Brazilian Financial Center, já abrigou o centro de operações do Banco Real. Segundo o sócio-fundador e presidente da CNN Brasil, Douglas Tavolaro, a decisão de estabelecer o futuro canal de notícias naquele endereço foi "estratégica", visando uma maior aproximação do público.
"Queremos fazer parte do dia a dia dos brasileiros e estar integrados com público, por isso, optamos por estar no centro pulsante e cartão postal da maior cidade do país, próximos das pessoas".
 Em 7 de novembro, foi anunciada a sede da CNN no Rio de Janeiro, que será desativada para 2023. A sucursal ficou instalada por quase dois anos no último andar do edifício Ventura Corporate Towers na Avenida República do Chile no centro da cidade. As instalações operacionais e administrativas do canal também ficavam no centro da capital fluminense. A área do local era de mais de 400m² e contava com um estúdio de vidro com vista para dois dos principais cartões-postais do país: o Pão de Açúcar e os Arcos da Lapa. Em 18 de novembro, é anunciada a sede da CNN em Brasília, que ficaria no alto do Palácio da Agricultura, a dois quilômetros da Praça dos Três Poderes. Em 18 de dezembro, a CNN apresentou o visual de cenários dos estúdios em São Paulo e em Brasília. e no mês seguinte apresentou o visual de cenário dos estúdios no Rio de Janeiro, além de revelar mais um visual de cenário dos estúdios em São Paulo. Em 3 de fevereiro de 2020, a emissora divulgou como seria sua sala de redação que ficaria conectada com o maior estúdio da sua sede em São Paulo. Em 16 de fevereiro a CNN lançou a fachada em sua sede na avenida Paulista em São Paulo, com telão de led para permitir aos pedestres acompanharem a programação da emissora de notícias, no mesmo estilo que acontece na Times Square, em Nova Iorque, além de outros pontos de grandes aglomerações dos Estados Unidos.

## Controvérsias

### Suposto projeto político

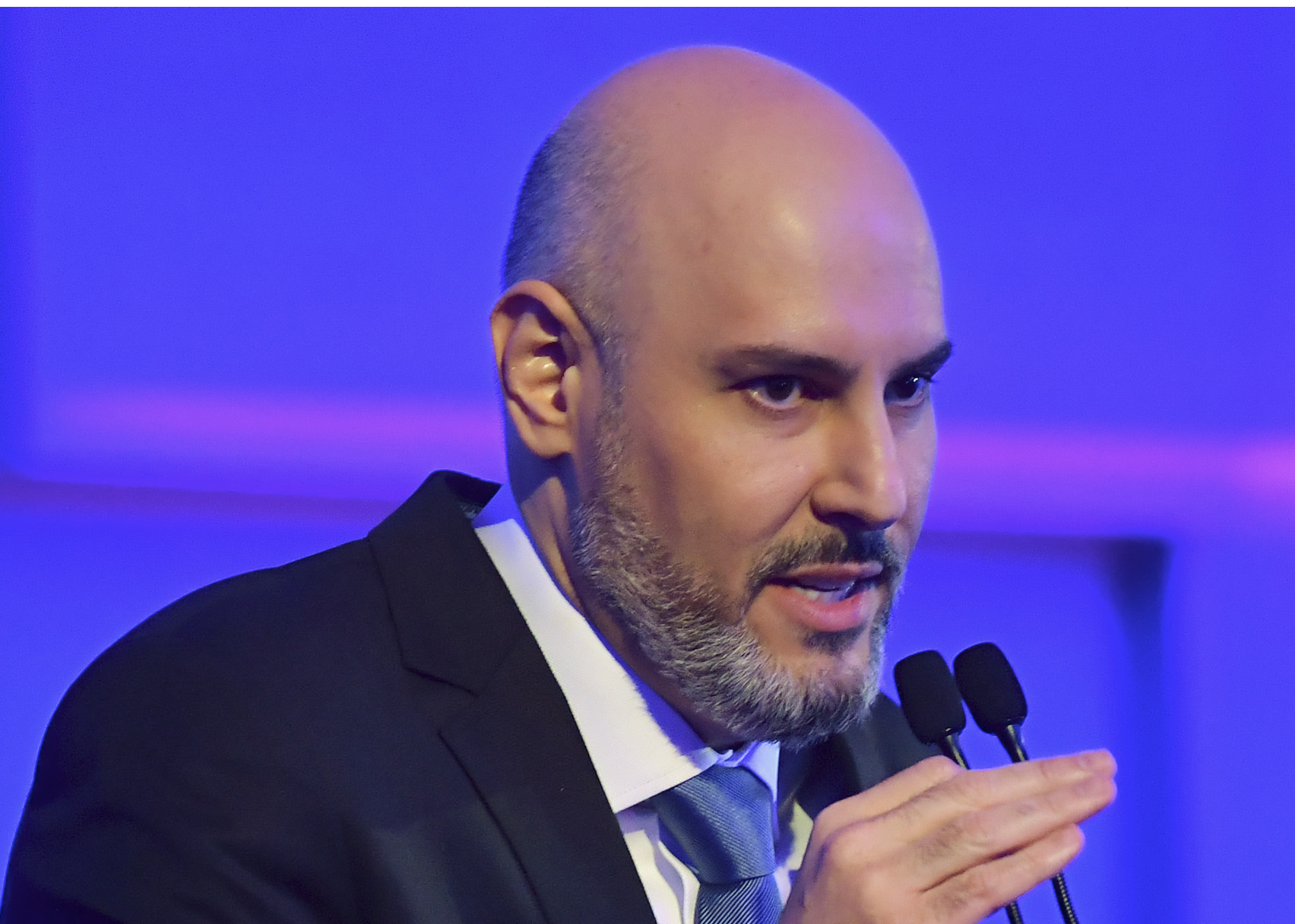
Douglas Tavolaro

Segundo pessoas que trabalharam com o jornalista Douglas Tavolaro, que é ex-vice-presidente de jornalismo da Record, escritor da biografia de Edir Macedo e fiel da Igreja Universal do Reino de Deus, a CNN Brasil seria um projeto contra a Globo. Tavolaro desligou-se da Record no dia do anúncio oficial da CNN no Brasil. Questionado pela Folha de S.Paulo, Tavolaro respondeu: "Meu ciclo na Record terminou, sou extremamente grato, foi ótimo, mas chegou ao fim, é passado".
Tavolaro é um dos sócios da CNN Brasil, e foi apontado pela imprensa como sobrinho de Edir Macedo. O sócio majoritário da CNN Brasil, Rubens Menin, é dono da construtora MRV Engenharia, além de ser um dos fundadores do Banco Inter, que foi anunciante de veículos de comunicação ligados a Igreja Universal, como o portal R7, Folha Universal, além de ser um dos patrocinadores do filme Nada a Perder, sobre a vida de Edir Macedo.

### Entrevistas com Bolsonaro
No dia de sua estreia, a CNN conseguiu uma entrevista exclusiva com Jair Bolsonaro, onde o presidente incentivou que a população não adotasse as medidas de isolamento social. Escrevendo para o Telepadi, Cristina Padiglione questionou o motivo de ninguém da CNN ter contestado as declarações do presidente, as quais considerou "sem noção": 
O repórter da CNN, Leandro Magalhães, até tentou chamar a atenção para o fato, mas Bolsonaro, como se estivesse no papel contrário, disse que não teme o povo. É difícil contestar uma autoridade sem noção na sua primeira entrada ao vivo em um novo emprego, mas por que Reinaldo Gottino e Monalisa Perrone, no estúdio, não enfatizaram o fato de o mundo inteiro estar adotando medidas similares às do Brasil, o que derruba as teorias de conspiração do presidente?— Cristina Padiglione
A CNN Brasil solicitou direito de resposta à coluna Telepadi e disse que o repórter questionou o presidente sobre suas afirmações e que "produziu uma abordagem política com amplo contraponto e diversos ângulos realizado por sua equipe de âncoras, analistas e repórteres".
Segundo um levantamento feito pelo Poder360, a CNN Brasil foi um dos veículos de mídia que Bolsonaro mais concedeu entrevista, ao lado do Terça Livre, RedeTV!, Band, SBT e Record.

### Gabriela Prioli
Em 29 de março de 2020, após cerca de quinze dias como comentarista no quadro O Grande Debate, a advogada Gabriela Prioli anunciou que passaria a compartilhar suas análises apenas em suas redes sociais, sinalizando uma possível saída da emissora. Na declaração, Prioli argumentou sobre se sentir constrangida em determinadas situações, referindo-se à interpelação de Reinaldo Gottino à sua fala durante o debate de 27 de março. Prioli foi interrompida por Gottino, responsável por mediar o debate durante sua réplica oral e ela sentiu-se constrangida por isso. O tema em questão era sobre autorização concedida pela Justiça de prisão domiciliar ao ex-deputado Eduardo Cunha.
Não consigo atingir o meu objetivo se for constrangida e não posso seguir participando do debate sem que a convicção sobre a gravidade do constrangimento não seja só minha, mas de todos os envolvidos, na frente e atrás das câmeras"— Gabriela Prioli
No domingo, 29, a CNN Brasil afirmou por meio de nota que Gottino "excedeu a postura de mediador" e que decidiria o futuro de Prioli na emissora nos dias seguintes. No primeiro dia sem Prioli, a CNN Brasil registrou o seu recorde negativo no Ibope. Após o anúncio da saída do programa, Prioli teria recebido sondagens de emissoras como GloboNews, Band e Jovem Pan. Em uma demonstração de solidariedade, mais de 300 advogadas e advogados assinaram um manifesto em apoio a Prioli. Gabriela fez parte do elenco do programa O Mundo Pós-Pandemia, juntamente de Mari Palma, Thais Herédia e Daniela Lima. Apresentou o CNN Tonight, ao lado de Mari Palma e Leandro Karnal na faixa das 22h até junho de 2021.

### Leandro Narloch
Durante o Live CNN Brasil de 8 de julho de 2020, Leandro Narloch, convidado a falar sobre a liberação do STF para que homens homossexuais pudessem doar sangue. Suas falas acabaram sendo consideradas homofóbicas e antiquadas por parte dos usuários das redes sociais. Narloch afirmou que "a mudança na verdade é pequena" e que:
"Ela vai restringir mais a conduta, e não o tipo de pessoa, a opção sexual (sic) do indivíduo [...] Toda essa polêmica começou porque não há dúvida disso, os homens gays, eles têm uma chance muito maior de ter AIDS, né? Em 2019, uma pesquisa mostrou que 25% dos gays de São Paulo eram portadores de HIV.  [...] Mesmo que esse número seja exagerado, e de fato ele parece mesmo exagerado, o fato é que dezenas de vezes maior, maior a chance do que na população geral. A questão é que outros critérios para exclusão já restringem os gays que têm um comportamento promíscuo, né? A regra como estava agora, ela estava muito injusta com os gays, por exemplo, que se cuidavam [...] Se você simplesmente fizer uma regra, como já existem em vários hemocentros, que exclui as pessoas que têm muitos parceiros sexuais, ou sexo sem camisinha, você já retira todo o problema. Então aí é uma pequena mudança e, sim, muito boa."— Leandro Narloch

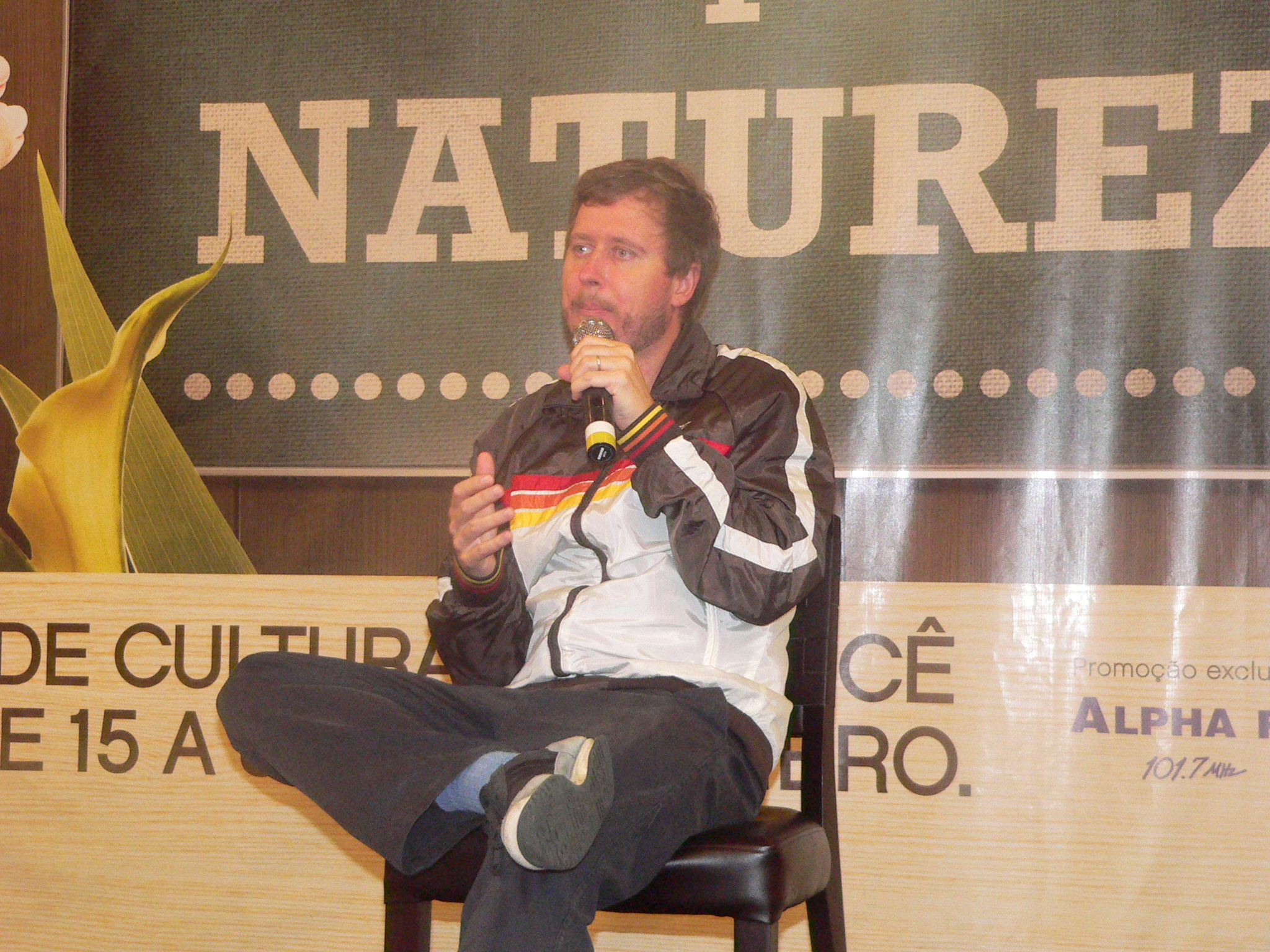
Leandro Narloch

As estatísticas que foram mencionadas por Narloch foram divulgadas pelo Ministério da Saúde em 2018, num artigo publicado pela revista científica internacional Medicine, após uma pesquisa realizada em 12 cidades brasileira. O comentário de Narloch citando a pesquisa causou reclamações nas redes sociais com vários perfis reclamando dos erros do comentarista como os dados sobre HIV e o uso do termo "opção sexual".
Em 10 de julho de 2020, a CNN demitiu Leandro Narloch pelos comentários considerados preconceituosos. Na semana seguinte, Narloch falou em entrevista ao Jovem Pan Morning Show que foi vítima da "cultura do cancelamento", de "intolerância" e linchamento virtual". Narloch admitiu que gostaria de ter se expressado melhor em sua fala sobre relacionar homossexuais com promiscuidade e HIV, embora defenda que ela não estivesse errada.
Em tentativa de contraponto à pesquisa citada por Narloch, o colunista Fefito do UOL publicou em sua matéria da demissão de Narloch que: "de acordo com o Boletim Epidemiológico do Ministério da Saúde, entre 2007 e 2019, 248.520 pessoas (homens e mulheres) se infectaram no país pelo vírus HIV a partir de relações sexuais. Destas, 105.014 eram LGBT+. Isso representa 42% do total. Ou seja: 58% dos infectados, a maioria, era heterossexual".

### Pandemia de Covid-19

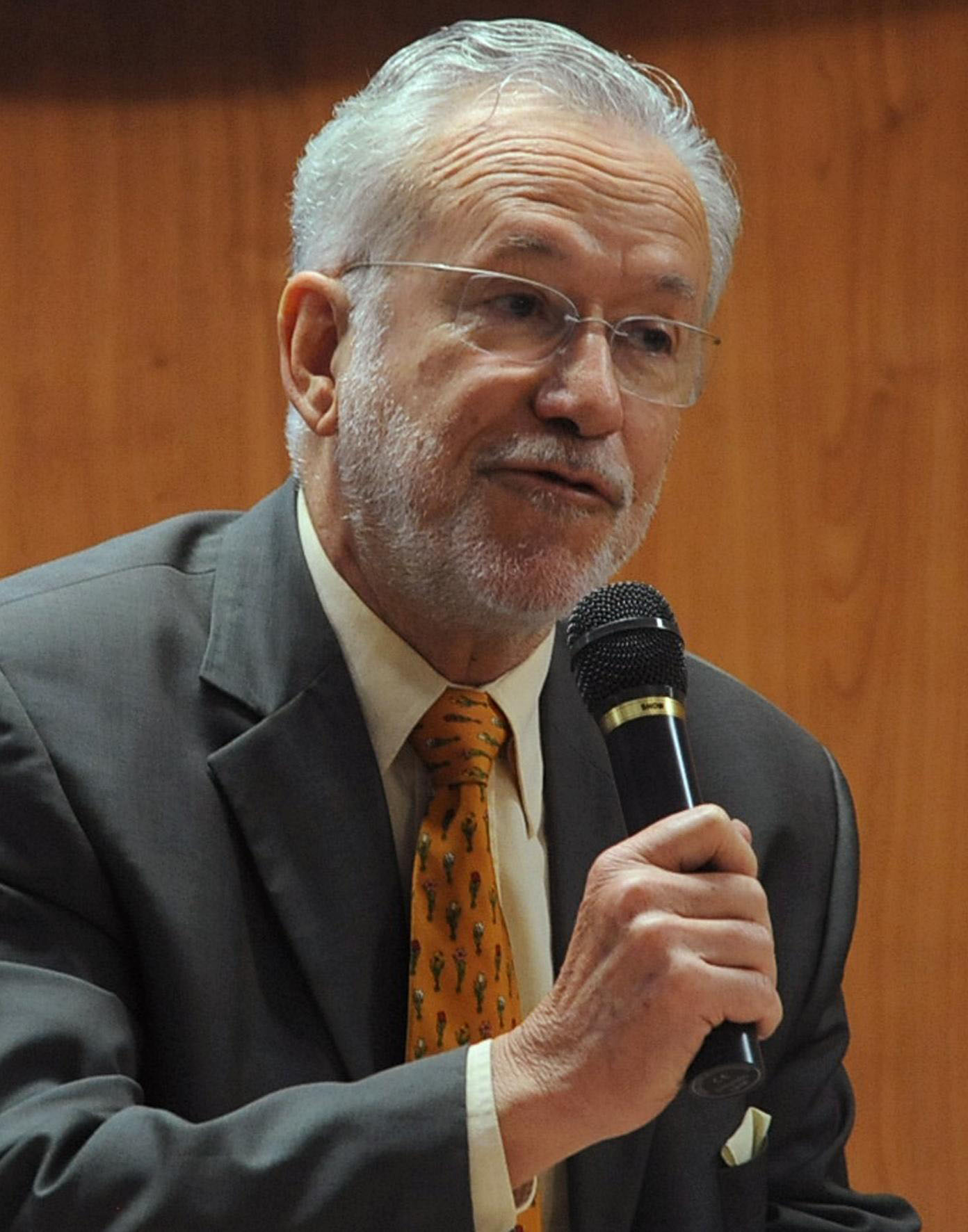
Alexandre Garcia

No dia 27 de julho de 2020, dia da sua estreia, Alexandre Garcia foi alvo de críticas de jornalistas por divulgar informação falsa no "Liberdade de Opinião", no programa "CNN Novo Dia". O jornalista defendeu a eficácia da hidroxicloroquina no tratamento do novo coronavírus e usou como exemplo a recuperação do presidente Jair Bolsonaro como "comprovação científica". Ainda no programa, Garcia acusou a imprensa de ter discurso "mandado", por não defender medicamentos com eficiência comprovada. No entanto, segundo o jornalista Lucas Rocha, "Garcia contraria o que é amplamente divulgado por profissionais da imprensa respeitados no país inteiro, que seguem as orientações da Organização Mundial de Saúde (OMS) e estudos conceituados de grandes instituições".
Segundo o balanço do Aos Fatos de 26 de fevereiro de 2021, a CNN Brasil e outros veículos de comunicação ajudaram a impulsionar desinformação sobre a pandemia de Covid-19 ao publicar entrevistas com médicos no YouTube defendendo drogas sem eficiência comprovada ou com críticas ao uso de máscaras.

### Demissões e irregularidades
Após o fechamento da sede do Rio de Janeiro no começo de dezembro de 2022, a CNN Brasil realizou uma série de demissões. Ao todo, mais de 100 funcionários foram demitidos. A maioria das dispensas foram de jornalistas e nem todos eram da sucursal carioca, como o caso de Monalisa Perrone, que trabalhava em São Paulo e era um dos principais nomes da emissora. De acordo com um documento, divulgado pelo colunista Gabriel Vaquer, do portal Notícias da TV, os funcionários demitidos acusam a empresa de burlar horas extras e de constranger jornalistas com seguranças para impedir que eles se despedissem dos funcionários que trabalham na redação paulista. Também no documento, as pessoas demitidas frisaram que houve uma demissão em massa, o que deveria ser acordado ou avisado previamente. A ação de demitir diversos funcionários ao mesmo tempo foi destacado pelo Sindicato dos Jornalistas de São Paulo, que informou que irá "discutir coletivamente a questão e como poderemos agir diante disso."

## Prêmios e indicações
| Prêmios | Prêmios                        | Prêmios                                                                                                 | Prêmios   |
| Ano     | Prêmio                         | Categoria                                                                                               | Resultado |
| ------- | ------------------------------ | --- | --------- |
| 2020    | Prêmio APCA de Televisão       | Destaque do Ano                                                                                         | Venceu    |
| 2020    | Prêmio Caboré                  | Veículo de Comunicação – Produtor de Conteúdo                                                           | Venceu    |
| 2020    | Prêmio Líderes do Brasil       | Líder em Comunicação                                                                                    | Venceu    |
| 2020    | Prêmio Veículos de Comunicação | Destaque do Ano e Lançamento do Ano                                                                     | Venceu    |
| 2020    | Melhores do Propmark           | Veículo de Comunicação do Ano                                                                           | Venceu    |
| 2020    | Prêmio Vladimir Herzog         | Vídeo (Obra: "Brasil – Terra de Quem?" Capítulo 01 – Indígenas - Adriana Farias e equipe da CNN Brasil) | Indicado  |
| 2023    | Prêmio IBest                   | Notícias e Jornalismo                                                                                   | Indicado  |